# Cornelis de Houtman
Cornelis de Houtman (Gouda, 2 de abril de 1565 -  Aceh (Sumatra), 1 de septiembre de 1599) fue un marino y Explorador neerlandés, hermano menor de Frederick de Houtman. Descubrió una nueva ruta marítima para unir Indonesia y Europa, y favoreció el comercio de especias en los Países Bajos. En una época en la que el Imperio portugués mantenía el monopolio en el comercio de especias, el viaje de Cornelis de Houtman representó para los neerlandeses una importante victoria simbólica, a pesar de que el viaje propiamente dicho fuera un auténtico desastre.

## Biografía
Cornelis de Houtman era hijo de un fabricante de cerveza, Pieter Jacobszoon de Houtman, miembro del consejo de la ciudad de Gouda y capitán de la milicia local. Era uno de los hermanos menores de Frederick de Houtman (1571-1627). 
En 1592, los comerciantes de Ámsterdam enviaron a Frederick, acompañado por Cornelis, a Lisboa para que se informase acerca de las islas de las que eran originarias las especias que se consumían entonces en Europa. Regresó a Ámsterdam en el momento en el que Jan Huygen van Linschoten regresaba de la India tras haber reunido gran cantidad de información, y los comerciantes decidieron que la región de Banten (en el extremo oeste de la isla de Java) era la que tenía mayores posibilidades. 
En 1594 los comerciantes Hendrick Hudde, Reynier Pauw, Pieter Hasselaer, Arent ten Grootenhuis, su primo,  Hendrick Buyck, Syvert P. Sem, Jan Poppen, Jan Karel y Dirck van Os fundaron  la «Compagnie van Verre» (compañía para el comercio a larga distancia) para viajar por el cabo de Buena Esperanza hacia Asia hasta donde fuese posible. Su participación combinada fue de 290.000 florines. El gobernador y los Estados Generales proporcionan el armamento de los barcos y les enseñaron los principios de la navegación navegantes como Robbert Robbertsz Le Canu, Jacob van Heemskerk (1567-1607), Gerrit de Veer (ca. 1570 - 1598), Jan Cornelisz. Rijp (ca. 1570 - después de 1613) y Jacob Cornelis van Neck  (1564-1638). Le Canu les proporcionó las herramientas necesarias y los mapas y cartas de Petrus Plancius. 
El 2 de abril de 1595,  una flota de cuatro barcos —el Amsterdam, el Hollandia, el Mauritius y el Duyfken— zarpó de Texel, con Frederick y Cornelis de Houtman. 

## El viaje (1595-99)

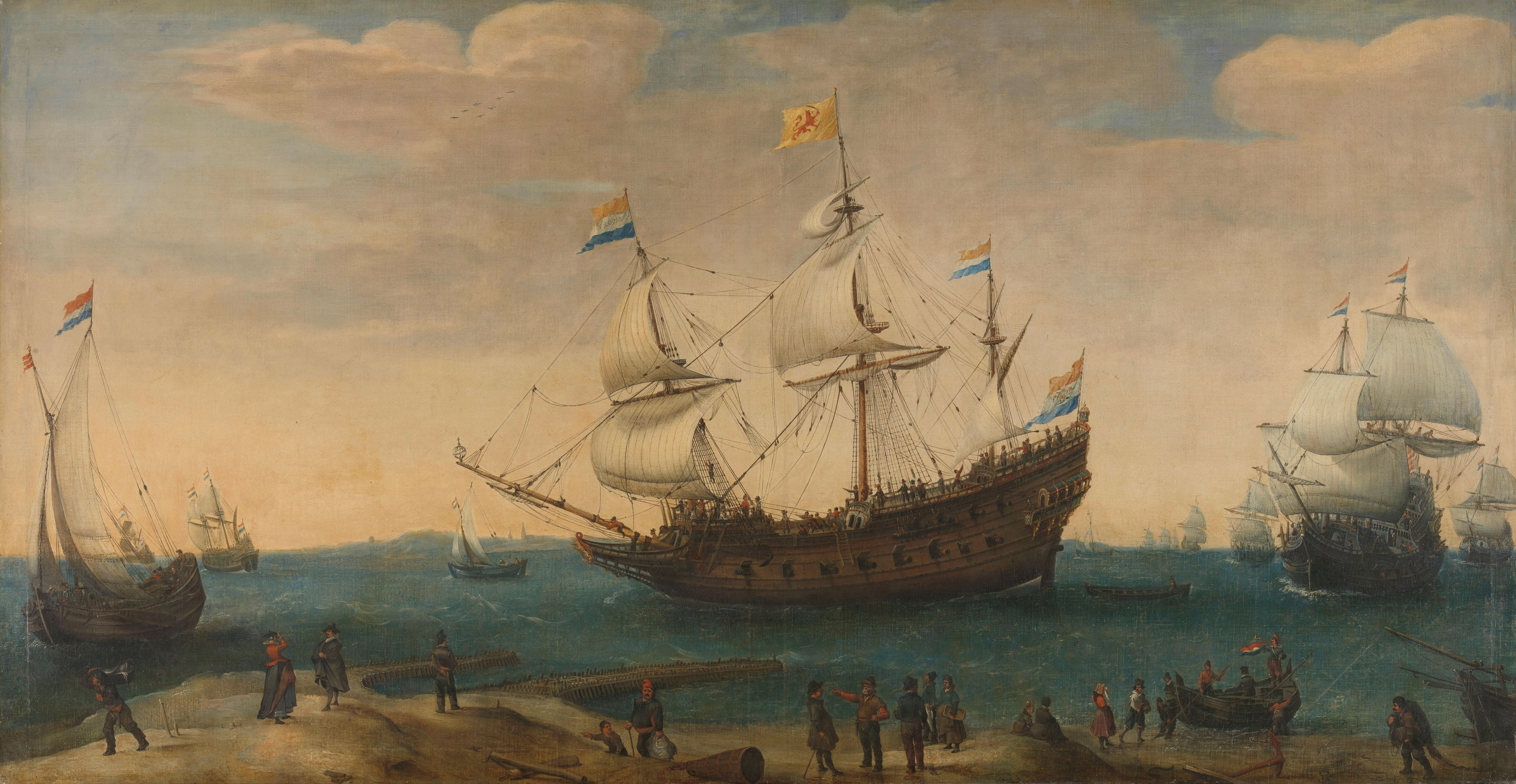
El barco Mauritius, uno de los cuatro barcos de la flota neerlandesa (Hendrik Cornelisz. Vroom, 1600).

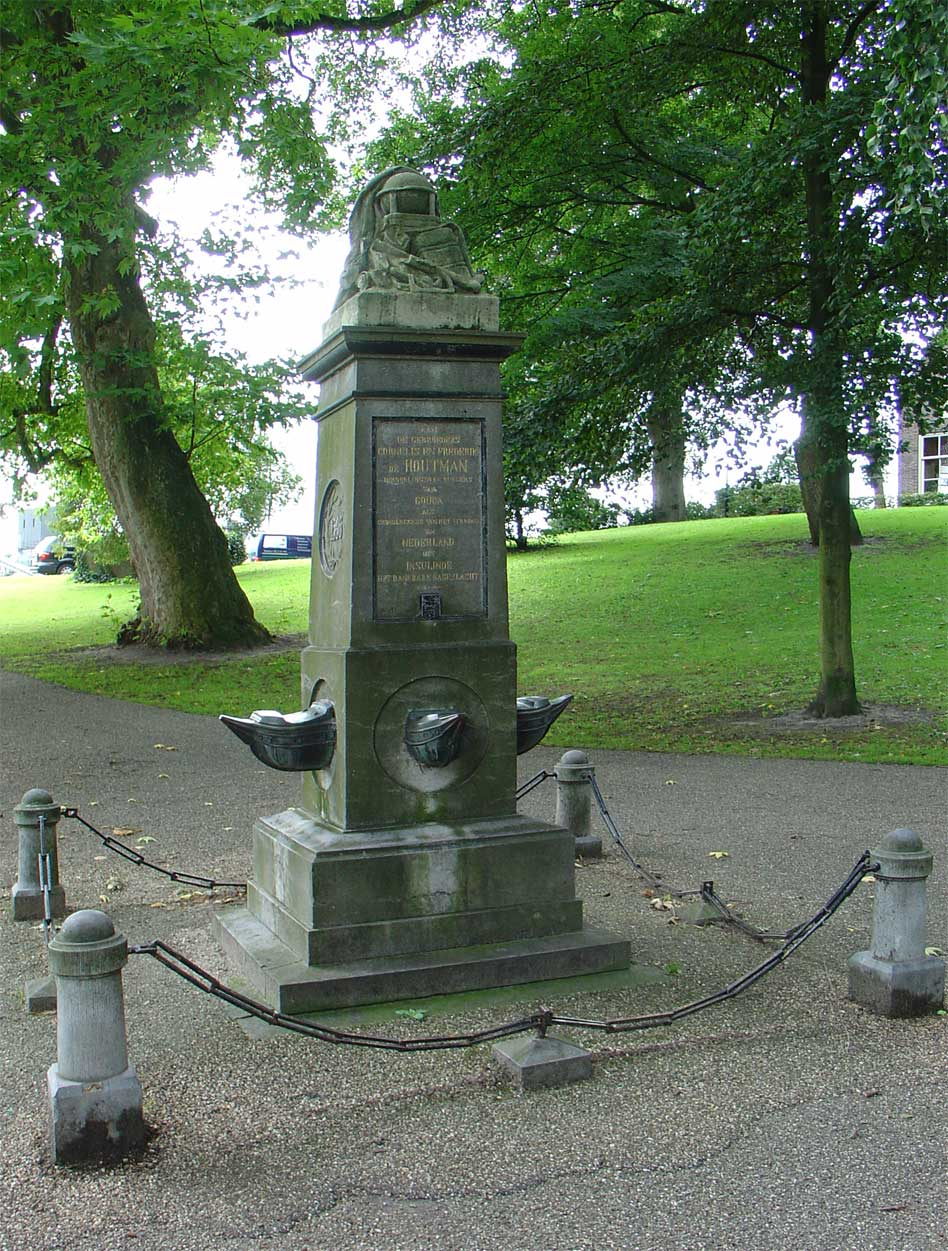
Monumento en honor de los hermanos Houtman (Cornelis y Frederik) en Gouda, Países Bajos.

La expedición tuvo graves problemas desde el mismo momento de su partida. El cálculo de las provisiones requeridas no fue acertado y éstas empezaron a escasear, y las tripulaciones se vieron afectadas por el escorbuto al cabo de pocas semanas. Hubo disputas entre los capitanes de los barcos y los comerciantes y algunos de ellos resultaron muertos y otros fueron detenidos a bordo. Durante una escala en Madagascar, que se había planeado breve pero que se prolongó más de seis meses con más complicaciones y también un importante número de fallecidos (la bahía donde estuvieron anclados se conoce ahora como el «cementerio neerlandés»). El 27 de junio de 1596 los navíos arribaron finalmente a Banten: de los 249 hombres que habían zarpado sólo una centena sobrevivió.
Los comerciantes portugueses instalados en Java introdujeron a Cornelis de Houtman en la corte del sultán de Banten, que pronto firmó un tratado de amistad con el príncipe Mauricio de Nassau («Estamos contentos de tener una liga permanente de alianza y amistad con Su Alteza el príncipe Mauricio de Nassau, de los Países Bajos y con ustedes, señores»). Sin embargo, después, el jefe de la expedición se mostró poco diplomático e insolente con el sultán, y este, ofendido, no les permitió que compraran especias, debiendo de regresar de vacío.
A continuación, los barcos se dirigieron a la isla de Madura, pero sufrieron en ruta el ataque de los piratas. En Madura fueron recibidos pacíficamente por la población indígena, pero de Houtman ordenó a su tripulación, como represalia al ataque de los piratas, que atacaran y saquearan de forma sistemática las poblaciones de la costa. Siguieron hacia Bali, donde llegaron en febrero de 1597, consiguieron abastecerse de pimienta negra, que les fue proporcionado por el sultán. Durante el camino de regreso, los navíos portugueses impidieron que la expedición pudiera abastecerse de agua y provisiones en la isla de Santa Elena. Sólo 87 hombres consiguieron regresar a los Países Bajos.

## Repercusiones
A pesar de que la expedición de Cornelis de Houtman supusiera un evidente fracaso, representa el inicio de la colonización neerlandesa en Indonesia. En los siguientes cinco años, 15 flotas neerlandesas con 65 navíos viajaron desde los Países Bajos hacia Indonesia y en 1602, se creó la Compañía Neerlandesa de las Indias Orientales, y los neerlandeses terminaron asumiendo el control por completo del comercio de especias en el océano Índico.